# 的場幸雄
的場 幸雄（まとば さちお、1899年3月23日 - 1987年9月28日）は、日本の金属工学者。東北大学名誉教授。元富士製鐵代表取締役副社長。元日本金属学会会長。元日本鉄鋼協会副会長。

## 人物・経歴
1924年九州帝国大学工学部冶金学科卒業、東北帝国大学工学部金属工学科講師。1927年東北帝国大学工学部金属工学科助教授。1935年九州帝国大学工学博士。1936年東北帝国大学工学部金属工学科教授。1955年日本金属学会会長。1959年東北大学工学部長。1962年東北大学名誉教授、富士製鐵代表取締役副社長、富士製鐵中央研究所所長。1971年日本工学会会長。日本鉄鋼協会副会長、日本学術会議会員なども務めた。墓所は染井霊園。